# 胡堂百話
『胡堂百話』（こどうひゃくわ）は、日本の小説家、野村胡堂が、1959年（昭和34年）に発表した随筆集である。

## 概要
野村胡堂が、その生い立ち、交友関係、自身の作品、趣味のクラシック音楽などについて綴った百篇の随筆をまとめたものである。一篇が1200字程度の短い作品にまとめられ、野村と同郷の石川啄木についての逸話や、自作の『銭形平次捕物控』にまつわる話、クラシック音楽のレコード収集についての逸話など、幅広い話題が盛りこまれた内容になっている。

## 出版状況
『胡堂百話』は1959年（昭和34年）、角川書店より書き下ろし単行本として出版された。判型はB6判で、箱入りの体裁であった。その後しばらく絶版状態が続いたが、1981年（昭和56年）に中央公論社より文庫判で再版され、今日に至っている。

## 収録作品タイトル
タイトルの表記は中央公論新社版に拠る。
1. 石川啄木
2. 盛岡の芸妓
3. 変り者
4. 皇太子さまと一時間半
5. 平次と火事
6. 半世紀の執念
7. 蜂に食われた脳味噌
8. ストライキ
9. 小説家になる法
10. 画家になる夢
11. 就職
12. 原敬の人情味
13. 原抱琴と美少女
14. 平次とガラッ八
15. 佐藤垢石君
16. 新聞記者の喧嘩
17. 役得のない職業
18. 鈴木茂三郎
19. 人間木村義雄
20. 「銭形平次」誕生（一）
21. 「銭形平次」誕生（二）
22. 神田明神下
23. 平次は実在の人物か
24. ペンネーム由来
25. 「胡堂」と「あらえびす」
26. 小説を書く心境
27. 新渡戸稲造先生
28. 原稿料
29. 五十三次ドライブ旅行
30. 広重の絵
31. バス代
32. 美人画は嫌い
33. ガラッ八のモデル
34. 谷好文
35. 泉鏡花
36. 鏡花と桂月
37. 東條英教と田中館博士
38. 夏目漱石
39. 広瀬中佐
40. 平次の旅
41. 土方久元伯
42. 三宅雪嶺
43. 抱琴と露子
44. 俳句行脚
45. 巖谷小波
46. 平次の心
47. 剣の道
48. 金時計
49. 平次の盗難
50. 「銭形百話」の裏話
51. 坪内逍遥の皮肉
52. 名市長
53. 露伴の艶本
54. 毒ゼリ
55. 平次の挿絵
56. 書斎
57. 江見水蔭
58. 乃木将軍の自刃
59. 俳人子規の死
60. 消えゆく江戸のよさ
61. 「柳樽」愛読
62. 時事川柳（一）
63. 時事川柳（二）
64. いたずら
65. ズウズウ弁
66. 内村鑑三全集と今村均
67. 六代目の爆笑
68. 知的な与謝野晶子
69. 中学時代
70. 本山荻舟
71. 金田一博士
72. 一高時代
73. 一高の俳句会
74. 腰弁ぐらし三十三年
75. 三馬鹿の記（一）
76. 三馬鹿の記（二）
77. 養老院礼賛
78. レコード収集四十年
79. ヘンデルの救世主
80. 楽しい時代
81. チェロ王カサルス
82. 蓄音機友達
83. 上司小剣（一）
84. 上司小剣（二）
85. 江戸ッ子
86. 続江戸ッ子
87. 寄席
88. 江戸の匂い
89. 忘れられない人達
90. 旅さまざま
91. 「箱根の関」考
92. 玄関払い
93. 緑茶の味
94. 紅葉の手紙
95. 小説のむずかしさ
96. 銭形の文体
97. コレクション
98. 吉田茂と銭形平次
99. われ、めしいては
100. 田中館博士と新渡戸博士

## 出版記録
- 1959年（昭和34年）　角川書店（単行本）
- 1981年（昭和56年）　中央公論社（文庫）